# Georgi Popow
Georgi Dimitrow Popow (bułg. Георги Димитров Попов, ur. 14 lipca 1944 w Płowdiwie, zm. 9 marca 2024) – bułgarski piłkarz grający na pozycji napastnika. W swojej karierze rozegrał 22 mecze w reprezentacji Bułgarii.

## Kariera klubowa
Przez całą swoją karierę piłkarską Popow był zawodnikiem Botewu Płowdiw. W sezonie 1961/1962 zadebiutował w nim w pierwszej lidze bułgarskiej i grał w nim do 1975 roku. Z Botewem wywalczył mistrzostwo Bułgarii w 1967 roku oraz Puchar Bułgarii w 1962 roku.

## Kariera reprezentacyjna
W reprezentacji Bułgarii Popow zadebiutował 30 kwietnia 1963 w wygranym 2:1 towarzyskim meczu z Czechosłowacją. W 1970 roku zagrał dwóch meczach mistrzostw świata w Meksyku: z Peru (2:3) i z Marokiem (1:1). Od 1963 do 1970 roku rozegrał w kadrze narodowej 22 mecze.
| Mecze i gole w reprezentacji | Mecze i gole w reprezentacji | Mecze i gole w reprezentacji | Mecze i gole w reprezentacji | Mecze i gole w reprezentacji | Mecze i gole w reprezentacji | Mecze i gole w reprezentacji |
| #                            | Data                         | Stadion                      | Rywal                        | Wynik                        | Gol                          | Rozgrywki                    |
| 1963                         | 1963                         | 1963                         | 1963                         | 1963                         | 1963                         | 1963                         |
| ---------------------------- | ---------------------------- | ---------------------------- | ---------------------------- | ---------------------------- | ---------------------------- | ---------------------------- |
| 1.                           | 30.04.1963                   | Koszyce, Czechosłowacja      | Czechosłowacja               | 2:1                          | 0                            | towarzyski                   |
| 2.                           | 02.06.1963                   | Tirana, Albania              | Albania                      | 1:0                          | 0                            | kwal. IO 1964                |
| 1964                         |                              |                              |                              |                              |                              |                              |
| 3.                           | 18.03.1964                   | Sofia, Bułgaria              | Jugosławia                   | 0:1                          | 0                            | towarzyski                   |
| 4.                           | 01.04.1964                   | Nisz, Jugosławia             | Jugosławia                   | 0:1                          | 0                            | towarzyski                   |
| 5.                           | 23.04.1964                   | Kijów, ZSRR                  | ZSRR                         | 0:1                          | 0                            | towarzyski                   |
| 6.                           | 03.05.1964                   | Bukareszt, Rumunia           | Rumunia                      | 1:2                          | 0                            | kwal. IO 1964                |
| 1966                         |                              |                              |                              |                              |                              |                              |
| 7.                           | 25.02.1966                   | Kair, Egipt                  | Egipt                        | 2:2                          | 0                            | towarzyski                   |
| 1967                         |                              |                              |                              |                              |                              |                              |
| 8.                           | 22.03.1967                   | Tirana, Albania              | Albania                      | 0:2                          | 0                            | towarzyski                   |
| 9.                           | 11.06.1967                   | Sztokholm, Szwecja           | Szwecja                      | 2:0                          | 0                            | el. ME 1968                  |
| 10.                          | 08.10.1967                   | Sofia, Bułgaria              | ZSRR                         | 1:2                          | 0                            | towarzyski                   |
| 11.                          | 12.10.1967                   | Stambuł, Turcja              | Turcja                       | 3:2                          | 0                            | kwal. IO 1968                |
| 12.                          | 17.12.1967                   | Lizbona, Portugalia          | Portugalia                   | 0:0                          | 0                            | el. ME 1968                  |
| 1968                         |                              |                              |                              |                              |                              |                              |
| 13.                          | 06.04.1968                   | Sofia, Bułgaria              | Włochy                       | 3:2                          | 0                            | el. ME 1968                  |
| 14.                          | 20.04.1968                   | Neapol, Włochy               | Włochy                       | 0:2                          | 0                            | el. ME 1968                  |
| 15.                          | 09.10.1968                   | Stambuł, Turcja              | Turcja                       | 2:0                          | 0                            | towarzyski                   |
| 16.                          | 27.10.1968                   | Sofia, Bułgaria              | Holandia                     | 2:0                          | 0                            | el. MŚ 1970                  |
| 17.                          | 11.12.1968                   | Londyn, Anglia               | Anglia                       | 1:1                          | 0                            | towarzyski                   |
| 1969                         |                              |                              |                              |                              |                              |                              |
| 18.                          | 23.04.1969                   | Sofia, Bułgaria              | Luksemburg                   | 2:1                          | 0                            | el. MŚ 1970                  |
| 1970                         |                              |                              |                              |                              |                              |                              |
| 19.                          | 05.05.1970                   | Sofia, Bułgaria              | ZSRR                         | 3:3                          | 0                            | towarzyski                   |
| 20.                          | 06.05.1970                   | Sofia, Bułgaria              | ZSRR                         | 0:0                          | 0                            | towarzyski                   |
| 21.                          | 02.06.1970                   | León, Meksyk                 | Peru                         | 2:3                          | 0                            | MŚ 1970                      |
| 22.                          | 11.06.1970                   | León, Meksyk                 | Maroko                       | 1:1                          | 0                            | MŚ 1970                      |